# Rincón de Tamayo
Rincón de Tamayo es una localidad mexicana ubicada en el municipio de Celaya en Guanajuato. Tiene una población de 11 026 habitantes, siendo la tercera localidad más poblada del municipio.

## Toponimia
El nombre Rincón de Tamayo se adjudica a la característica geográfica que presenta su periferia este, al encontrarse a las faldas de una rinconada de cerros y el sufijo de Tamayo corresponde al apellido del dueño original de la "Hacienda de San Antonio" (que se halla hoy día a las afueras de la comunidad) Antonio Tamayo.
Históricamente ha contado con los nombres de "San Bartolome del Rincón" en 1721 cambiado después a "San Bartolome del Rincón de Tamayo", "El Rincón" en 1830 y posterior a ello adoptó el nombre actual.

## Escudo
Oficialmente la comunidad carece de escudo; sin embargo en la notaria parroquial se encuentra el que alguna vez se consideró escudo oficial de la comunidad.
El Escudo se describe como un escudo de peto aguzado en la punta; el campo se halla dividido en tres: la parte superior contiene al templo de San Bartolomé como fondo y superpuesta la imagen del mismo, en la parte inferior derecha se muestra el escudo de la "Orden Franciscana", en la parte izquierda inferior se muestra la "Hacienda de San Antonio" escenario donde un indígena leñador se encuentra trabajando y sobre la parte baja el lema "Trabajo y Virtud".

## Historia
El 12 de junio de 1717, el Virrey en turno ordenó al Alcalde Mayor de León que acudiera a la Jurisdicción de Celaya para ejecutar las diligencias y hacer el respectivo reconocimiento. Es así como se ordenó al teniente general de partido, Don José de Villa Urrutia, que hiciera oficialmente la repartición de las tierras, partiendo de donde sería el centro de la población y midiendo 600 varas a los cuatro vientos (puntos cardinales).
Se mandó llamar a los propietarios de las haciendas afectadas, quedando repartidas las tierras de Comontuoso, y también la de El Guaxe, Los Amoles y San Bartolomé del Rincón. El 15 de diciembre de 1717 Villa Urrutia rinde su informe al virrey.
Y es así como el 9 de octubre de 1718, el virrey Don Baltazar de Zúñiga Guzmán Montemayor y Mendoza, Marqués de Valero y Duque de Airón, otorga la cédula virreinal que concede licencia a los naturales (indígenas) de los parajes expresados.
Para la fundación de los cuatro pueblos doctrina, se les puso los nombres otorgados por el virrey y los correspondientes a los santos titulares y patronos de las casas grandes de las haciendas. Así iniciaba la historia de Santa Cruz de Comontuoso, la de Purísima Concepción Conquistadora del Guaxe (Villagrán), la de San José de Amoles (Cortazar) y la de San Bartolomé del Rincón (Rincón de Tamayo). Para el año 1719 comenzó el servicio eclesiástico, el cual dependía de San Juan de la Vega (de Celaya).
Finalmente el domingo 3 de mayo de 1721 cuando se ejecutó oficialmente la fundación con categoría de pueblo, con el nombre oficial de Santa Cruz de Comontuoso (Juventino Rosas). El 4 de mayo se ejecutó la fundación de la Purísima Concepción del Guaxe (Villagrán); el martes, 5 de mayo, la de San José de Amoles (Cortazar); y el sábado, 16 del mismo mes, la de San Bartolomé del Rincón (Rincón de Tamayo). «Estos cuatro pueblos son hermanos por habérseles concedido de una sola cédula de fundación».

## Geografía física
La comunidad de Rincón de Tamayo está situada a los 100°31′55″ de longitud oeste del meridiano de Greenwich y a los 20° 16′ 35″ de latitud norte. Su altitud promedio sobre el nivel del mar es de 1750 metros. Ubicado a 14 km al sureste de la cabecera municipal del municipio de Celaya.
El territorio que comprende la comunidad forma parte de la zona del Bajío, pero destaca por encontrarse a las faldas de una rinconada de cerros, entre los cuales destacan: el Cerro Pelón, el Cerro Picacho , el cerro de las Tres Peñas, la barranca de las brujas, la barranca de las animas, la barranca del beato, el cerro de los Huesos.
Las comunidades que se encuentran cerca de Rincón de Tamayo son: San José el Nuevo, La machuca, La Cruz, La Luz, Juan Martín, San Lorenzo, El Cuije y lugares como ojo seco. Estas comunidades se identifican con Tamayo por ser históricamente un lugar de reunión en fiestas (y la cultura criolla y de la nueva España que hay en ella), los principales comercios llevados a estas comunidades destaca la panadería.

## Clima
El clima se define como mayormente semiseco/semicálido (BS1h), presenta lluvias en verano con una precipitación media anual de 603.3 mm y no tiene una estación invernal definida. La temperatura media estimada es de 25.0 °C, con una mínima de 0 °C y una máxima de 36.4 °C.